# The Hits and Beyond
Albums de Dannii Minogue
Neon Nights
(2003) Club Disco
(2007)
The Hits & Beyond est un album compilation de la chanteuse de Pop et de Dance australienne Dannii Minogue. Il a été commercialisé par le label All Around The World le 19 juin 2006 au Royaume-Uni.

## Historique de l'album
L'album contient les plus grands succès singles de Dannii Minogue sortis depuis plus de quinze ans, ainsi que six nouveaux titres dont le single promotionnant la sortie de l'album, So Under Pressure, commercialisé lui le 12 juin en Angleterre. L'album existe en deux versions, une en simple CD et une contenant le CD ainsi qu'un DVD bonus.
À la fin de l'année 2006, il fut également commercialisé en Nouvelle-Zélande mais ne connut aucune sortie dans les autres pays européens, en Asie ou encore aux États-Unis.
Une re-sortie fut un temps envisagé en y incluant la reprise par Dannii du titre He's the Greatest Dancer, mais cette idée tomba à l'eau parce qu'aucun clip ne put être tourné pour ce single.
L'album s'est finalement écoulé à environ 45 000 exemplaires au Royaume-Uni.

## Liste des pistes
1. "Put the Needle on It" [Radio Edit] originellement dans Neon Nights
2. "I Begin to Wonder" [Radio Version] originellement dans Neon Nights
3. "So Under Pressure" [Album version]
4. "You Won't Forget About Me" [Vocal Radio Edit]
5. "All I Wanna Do (en)" [Radio Version] originellement dans Girl
6. "This Is It" [7" version] originellement dans Get Into You
7. "Don't Wanna Lose This Feeling" [Al Stones Radio Version] originellement dans Neon Nights
8. "Baby Love" [Silky 70's 7" Mix] originellement dans Love and Kisses
9. "Everything I Wanted" [Radio Edit]originellement dans Girl
10. "Disremembrance" [Flexifingers Radio Edit] originellement dans Girl
11. "Jump to the Beat" [7" Remix] originellement dans Love and Kisses
12. "Love and Kisses" [UK 7" Remix] originellement dans Love and Kisses
13. "$ucce$$" [UK 7" Remix] originellement dans Love and Kisses
14. "Perfection" [Radio Edit]
15. "Who Do You Love Now?" [Original Radio Edit] (avec Riva) originellement dans Neon Nights
16. "Love Fight"
17. "Sunrise"
18. "I Can't Sleep at Night"
19. "Gone"
20. "Good Times"

Les remixes de Baby Love et Who Do You Love Now? présents sur l'album n'ont jamais été commercialisés précédemment au Royaume-Uni, le second n'ayant même été uniquement présent en face B du single néerlandais.

## Liste des pistes originelle
Voici la liste des pistes telle qu'elle devait à l'origine être présentée sur un double CD et un DVD, avant que le tout ne sorte qu'en simple CD ou en simple CD + DVD.
Disque 1
1. "Put The Needle On It"
2. "I Begin To Wonder"
3. "All I Wanna Do"
4. "This Is The Way"
5. "Come And Get It"
6. "Love And Kisses"
7. "This Is It"
8. "Everlasting Night"
9. "Success"
10. "Show You The Way To Go"
11. "Jump To The Beat"
12. "Baby Love"
13. "Who Do You Love Now?"
14. "I Dont Wanna Take This Pain
15. "Get Into You"
16. "Disremembrance"
17. "Love's On Every Corner"
18. "Don't Wanna Lose This Feeling"
19. "Everything I Wanted"
20. "Coconut"

Disque 2
1. "You Won't Forget About Me"
2. "Love Fight"
3. "So Under Pressure"
4. "He's The Greatest Dancer"
5. "Perfection"
6. "Sunrise"
7. "I Can't Sleep At Night"
8. "Do You Believe Me Now?"
9. "I've Been Waiting For You"
10. "Gone"
11. "Feel Like I Do
12. "Good Times"

À l'origine, le premier disque devait contenir les "tubes" et le second les nouvelles chansons. Mais finalement, les nouveaux titres ont été ajoutés sur le premier disque et certains titres prévus dans la compilation ont été retirés.

### DVD Bonus
Le DVD bonus de tous les clips de Dannii Minogue a été conservé dans l'édition spéciale de 'The Hits and Beyond.
1. "Love and Kisses"
2. "$ucce$$"
3. "Jump to the Beat"
4. "Baby Love"
5. "This is It"
6. "All I Wanna Do"
7. "Everything I Wanted"
8. "Disremembrance"
9. "Who Do You Love Now?"
10. "Put the Needle on It"
11. "I Begin to Wonder"
12. "Don't Wanna Lose This Feeling"
13. "You Won't Forget About Me"
14. "Perfection"
15. "So Under Pressure"
16. "I Can't Sleep at Night"

Remarque : À cause d'une erreur dans le mastering, le son du DVD est en mono.

## Performance dans les classements
The Hits & Beyond est sorti le 16 juin 2006 en Irlande et trois jours plus tard, le 19 juin 2006, au Royaume-Uni. Il devient le troisième top20 de Dannii Minogue lorsqu'il entra à la 17e place des ventes d'albums au Royaume-Uni, s'écoulant à 14 452 exemplaires lors de sa première semaine. Aussi en Irlande, il ne fut pas classé.
D'après le site Internet de Dannii, The Hits & Beyond se serait écoulé à plus de 10 000 exemplaires en Australie en dépit d'un pic à la 67e place du classement des ventes d'albums en première semaine et tombant à la 68e la semaine suivante avant de sortir du top. Pourtant, d'après l'organisme qui établit le classement des ventes, l'ARIA, il ne se serait vendu que 749 copies en première semaine.
En Nouvelle-Zélande, l'album ne fut pas classé dans le top albums.
Au total au Royaume-Uni, l'album s'est écoulé à environ 45 000 exemplaires.

### Classements des ventes
| Pays        | Meilleure position |
| ----------- | ------------------ |
| Royaume-Uni | 17                 |
| Australie   | 67                 |
| Irlande     | 186                |